# Ayapana
Ayapana là một chi thực vật có hoa trong họ Cúc (Asteraceae).

## Loài
Chi Ayapana gồm các loài: